# Érice

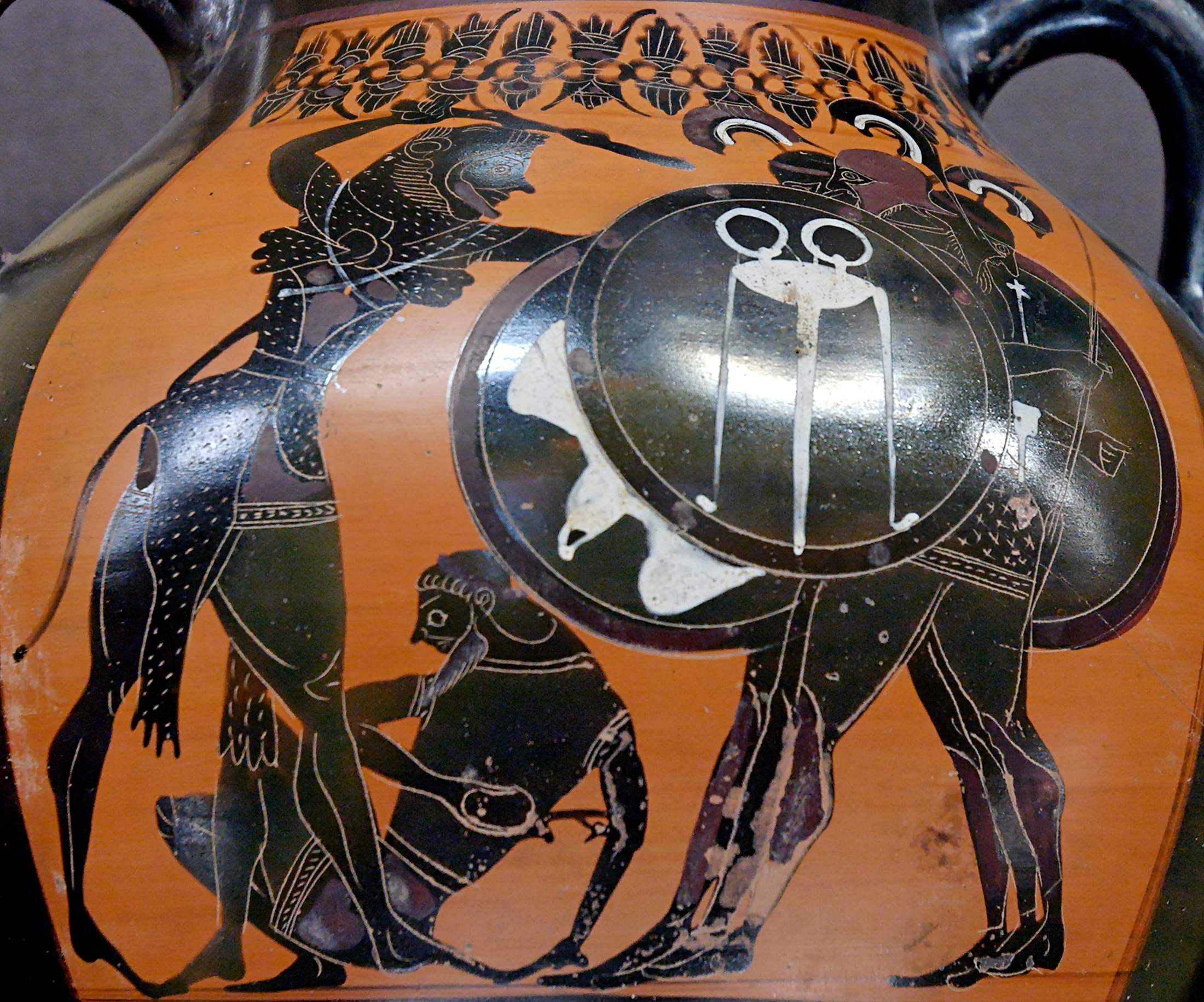
Heracles luchando contra Gerión (Euritión moribundo en el suelo). Cara A de un ánfora ática de figuras negras.

En la mitología griega, Érice o Érix (en griego antiguo Ἔρυξ, Éryx), fue rey de los élimos de Sicilia. Era hijo de Butes y Afrodita  o de Venus y Neptuno.  Erice también es el nombre de un monte y de una ciudad de Sicilia (Erice), situados en el extremo noroccidental de la isla. Había allí un santuario de Afrodita, diosa que sustituyó al dios fenicio Melkart, asimilado por los griegos a Heracles.
Érix, seguro de su extraordinaria fuerza y su reputación como púgil, desafiaba a quienes se presentaba ante él y mataba a los vencidos. Incluso se atrevió a medirse con Heracles, que pasaba por Sicilia con el ganado de Gerión. Apostaron por una parte la manada del héroe y por otro el reino de Érice, quien aceptó la desproporcionada oferta cuando supo que Heracles perdería junto con los bueyes la esperanza de la inmortalidad, pero perdió y fue enterrado en el templo dedicado a su madre Afrodita en la montaña a la que dio nombre. Heracles dejó el reino a sus habitantes diciendo que uno de sus descendientes (los heráclidas) vendría a tomar posesión de él.